# 條件隨機域
条件随机场（conditional random field，簡稱 CRF），是一種鑑別式機率模型，是随机场的一种，常用於標注或分析序列資料，如自然語言文字或是生物序列。
如同马尔可夫随机场，條件隨機場為無向性之圖模型，圖中的頂點代表隨機變數，頂點間的連線代表隨機變數間的相依關係，在條件隨機場當中，隨機變數 Y 的分佈為條件機率，給定的觀察值則為隨機變數 X。原則上，條件隨機場的圖模型佈局是可以任意給定的，一般常用的佈局是鏈結式的架構，鏈結式架構不論在訓練（training）、推論（inference）、或是解碼（decoding）上，都存在有效率的演算法可供演算。
條件隨機場跟隱藏式馬可夫模型常被一起提及，條件隨機場對於輸入和輸出的機率分佈，沒有如隱藏式馬可夫模型那般強烈的假設存在。
线性链条件随机场应用于标注问题是由Lafferty等人与2001年提出的。